# منوچهر ملک

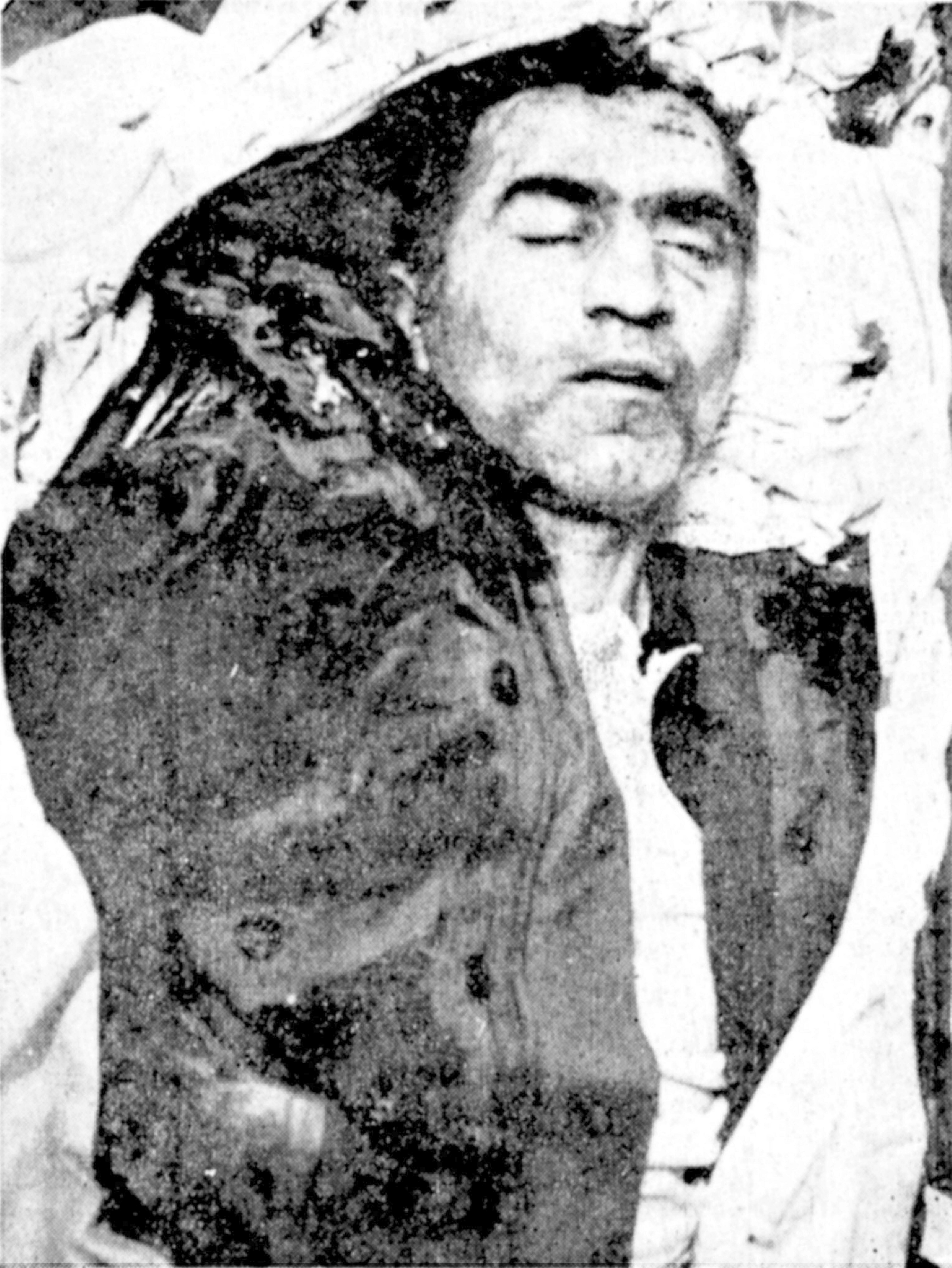
جسد سرتیپ منوچهر ملک، روزنامهٔ اطلاعات ۱ اسفند ۱۳۵۷ (‏۲۰ فوریه ۱۹۷۹‏)

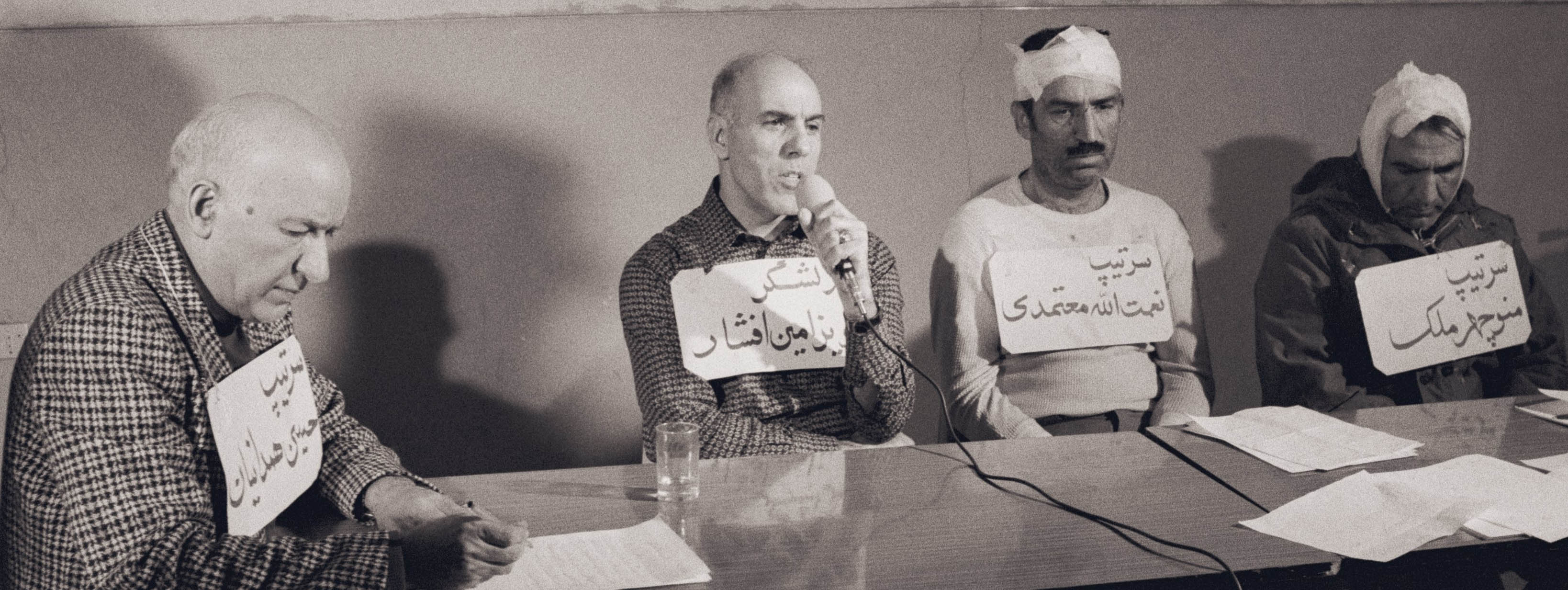
از چپ به راست سرتیپ حسین همدانیان رئیس ساواک کرمانشاه، سرلشکر امینی افشار فرمانده سابق پادگان فرح‌آباد «افسریه»، سرتیپ نعمت‌اله متعمدی فرماندار نظامی سابق قزوین و سرتیپ ملک معاون فرمانداری نظامی قزوین

منوچهر ملک نظامی ایرانی و معاون فرمانده تیپ زرهی قزوین و سرتیپ و فرمانده تیپ یک زرهی پهلوی بود، که پس از وقوع انقلاب در ایران به دلیل احتمال بروز کودتا علیه انقلاب، جزو دومین گروه افسران عالی‌رتبه ارتش شاهنشاهی ایران از جمله سرلشکر پرویز امین‌افشار، سرتیپ حسین همدانیان، سرتیپ نعمت‌الله معتمدی بودند که در ۱ اسفند ۱۳۵۷ در پشت‌بام ساختمان ستاد انقلاب اعدام شدند.

## زندگی
منوچهر ملک فرماندهی فرمانده تیپ یک زرهی پهلوی لشکر قزوین را بر عهده داشت.

### اعدام
رادیوی صدای انقلاب ایران در ساعت هشت و بیست دقیقه امروز، خبر اعدام چهار تن از امرای ارتش را صادر کرد. بنا به اطلاع رسیده از کمیته انقلاب اسلامی سرتیپ نعمت‌الله معتمدی فرماندار نظامی و فرمانده لشکر قزوین، سرلشکر پرویز امین افشار رئیس لشکر گارد، سرتیپ منوچهر ملک فرمانده تیپ زرهی قزوین، سرتیپ حسین همدانیان رئیس ساواک کرمانشاهان در ساعت ۳ و ۴۵ دقیقه بامداد امروز اعدام شدند.
اجساد ۴ تن از امرای لشکری که شب گذشته حکم دادگاه دربارهٔ آن‌ها اجرا شد در ساعت هشت و نیم صبح امروز به پزشکی قانونی منتقل و به سالن تشریح فرستاده شدند